# Халид ибн Мухаммад Аль Нахайян
Халид ибн Мухаммад ибн Заид Аль Нахайян (араб. خَالِد بن مُحَمَّد بن زَايد آل نَهيَان‎; род. 8 января 1982) — политический лидер Эмиратов и член правящей семьи Абу-Даби Аль Нахайян.

## Карьера

### Политическая карьера
Является членом Исполнительного совета Абу-Даби и председателем исполнительного комитета совета, председателем Исполнительного офиса Абу-Даби и членом правления Высшего совета Абу-Даби по финансовым и экономическим вопросам.
Халид также является членом правления национальной нефтяной компании ОАЭ, ADNOC, председателем исполнительного комитета правления и председателем правления Центра технологий исследований передовых технологий  ( ATRC ). 

### Членство в советах директоров
Шейх Халид является членом Высшего совета Абу-Даби по финансовым и экономическим вопросам. Он также является членом совета директоров Национальной нефтяной компании Абу-Даби (ADNOC) и членом совета директоров Инвестиционного управления Абу-Даби (ADIA).
Он также является председателем нескольких советов, в том числе Совета по геномике ОАЭ, исполнительного комитета совета директоров Национальной нефтяной компании Абу-Даби (ADNOC) и Совета по исследованиям в сфере передовых технологий (ATRC).

### Экономика
Халид руководил реализацией программы ускоренного развития Ghadan 21 — трёхлетнего плана на сумму 50 млрд дирхамов ОАЭ, запущенного в 2019 году для стимулирования экономического роста с помощью людей, бизнеса и инноваций.
В июне 2022 года Халид запустил Промышленную стратегию Абу-Даби, которая включает в себя планы по расширению промышленного сектора эмирата до 172 миллиардов дирхамов ОАЭ, созданию 13 600 рабочих мест и увеличению не связанного с нефтью экспорта Абу-Даби на 143 % к 2031 году.
Под его патронажем проходит конференция Abu Dhabi Finance Week. Эту роль Халид взял на себя в октябре 2022 года.

### Инновации
В марте 2019 года Халид запустил Hub71, технологическую экосистему, которая на сегодняшний день поддержала более 200 стартапов, привлекла финансирование в размере 4,5 млрд дирхамов и создала более 900 рабочих мест.
Халид является председателем Совета по генетике Эмиратов. В марте 2023 года он запустил Национальную стратегию генома — общенациональную программу генетических исследований, в рамках которой будет изучаться генетический состав жителей Эмиратов, чтобы способствовать развитию персонализированного профилактического здравоохранения.

### Деятельность в сфере молодежной политики и образования
В октябре 2021 года Халед открыл школу программирования 42 Абу-Даби — первый объект международной "Сети 42" школ программирования в странах Персидского залива.
В августе 2022 года он поручил внедрить систему Graduate Competency Framework (развитие компетенций учащихся), – новый образовательный подход, который позволяет обучить школьников различным профессиональным навыкам, включая предпринимательство, цифровую и финансовую грамотность, в школах Абу-Даби.
В следующем месяце, в сентябре 2022 года, Халид поручил запустить стипендиальную программу RizeUp на сумму 1,9 млрд дирхамов, которая к 2028 году обеспечит 6000 эмиратским студентам возможность обучения в США и Канаде.
В целях оказании поддержки молодежи в вопросах анализа и стратегического планирования Халид посетил церемонию 10-го выпуска Курса национальной обороны, которая состоялась 8 июня 2023 года во дворце «Каср Аль-Ватан» в Абу-Даби.

### Устойчивое развитие и окружающая среда
Халид поддерживает инициативу Masdar Youth 4 Sustainability, которая дает позволяет молодым людям получить навыки, требуемые для работы в "зеленой" экономике.
В октябре 2021 года Халид начал партнерство в области чистой энергии между ADNOC и Emirates Water and Electricity Company (EWEC), благодаря которому с января 2022 года часть электроэнергии ADNOC обеспечивается за счет ядерных и солнечных источников энергии.
В феврале 2022 года, после встречи с британским принцем Уильямом в мангровом парке Джубайль в Абу-Даби, Халид запустил проект Абу-Даби по мангровым зарослям, чтобы сделать Абу-Даби глобальным центром исследований и инноваций в области сохранения и устойчивости мангровых зарослей.

### Искусство и культура
В сентябре 2021 года Халил встретился с архитектором Фрэнком Гери и посетил территорию музея Гуггенхайма в Абу-Даби на острове Саадият, чтобы обсудить ход работы над созданием музея современного искусства.
В марте 2022 года Халид запустил проект Музея естественной истории Абу-Даби — нового музея и научно-исследовательского центра, который станет крупнейшим в своем роде в регионе.
Халид является покровителем художественной выставки-ярмарки Abu Dhabi Art, которая ежегодно проводится в Манарат Аль Саадият и где собираются  художники со всего мира.
Он также является покровителем Саммита арабского языка, который ежегодно собирает в Абу-Даби ученых, писателей и экспертов для обсуждения арабского языка, культуры и идентичности.

### Дипломатия
В сентябре 2022 года Халид возглавил делегацию ОАЭ, присутствовавшую на государственных похоронах бывшего премьер-министра Японии Синдзо Абэ в Токио.
В декабре 2022 года Халид присутствовал на свадьбе Кэсанга Пангарепа, сына Джоко Видодо, президента Индонезии.
От имени своего отца, президента ОАЭ, Халид присутствовал на свадьбе наследного принца Иордании Аль Хусейна ибн Абдалла II и гражданки Саудовской Аравии Раджвы Халид Аль-Саиф в Аммане 1 июня 2023 года.
В мае 2023 года Халид отправился с официальным визитом в Малайзию для улучшения двусторонних отношений и обсуждения возможностей сотрудничества между двумя странами.
В ходе визита встретился с премьер-министром Анваром Ибрагимом и королем Султаном Абдуллой и был награжден церемониальными медалями в знак признания его работы по укреплению связей между ОАЭ и Малайзией.

### Туризм
20 мая 2023 года Халид открыл тематический парк SeaWorld Yas Island, который официально стал работать для посетителей 22 мая.

### Инфраструктура
Халид запустил несколько крупномасштабных инфраструктурных проектов, в том числе мост "Умм Йифина" (Umm Yifeenah) протяженностью 11 километров, который открылся в феврале 2023 года. Он соединяет ключевые районы города, сокращая транспортные потоки и улучшая доступ к бизнес-объектам.

## Семья и образование
Шейх Халид — старший сын шейха Мохамеда ибн Заида Аль Нахайяна, президента Объединенных Арабских Эмиратов, и член правящей в Абу-Даби семьи Аль Нахайян.[51] Его мать — шейха Салама бинт Хамдан Аль Нахайян. Халед — старший брат Тейаба ибн Мохамеда ибн Заида Аль Нахайяна, председателя суда наследного принца Абу-Даби и председателя компании Etihad Rail.
Шейх Халид имеет степень бакалавра искусств в области международных исследований Американского университета Шарджи и степень доктора военных исследований в Королевском колледже Лондона. Кроме того, он прошел годичный курс подготовки офицеров в Королевской военной академии в Сандхерсте.

## Упоминание в базе Pandora papers
Шейх Халид — один из эмиратских деятелей, упомянутых в «Документах Пандоры» (Pandora papers) в связи с его партнерством с оффшорной инвестиционной компанией. Он участвует в этой деятельности через компанию Desroches Island Limited, единственным акционером которой является Халид. В число его деловых партнеров, упомянутых в документах, входят сингапурский бизнесмен Онг Бенг Сенг и эмиратский бизнесмен Али Саид Джума Албварди.

## Личная жизнь
Мать Халида – шейха Салама бинт Хамдан Аль Нахайян.
Его жена - шейха Фатима бинт Сурур Аль Нахайян, у них две дочери и один сын:
- Шамма бинт Халид Аль Нахайян (родилась 10 октября 2011 г.)
- Мохаммед ибн Халид Аль Нахайян (родился 20 декабря 2013 г.)
- Салама бинт Халид Аль Нахайян (родилась 20 декабря 2013 г.)

Его брат — Тейаб ибн Мохамед ибн Заид Аль Нахайян, член Исполнительного совета и председатель суда наследного принца, Управления по делам детей раннего возраста, Транспортной компании Абу-Даби и Etihad Rail.

## Почетные звания
- Малайзия: Почетный кавалер ордена Защитника королевства (23 мая 2023 г.)
  - Паханг: член 2-го класса Семейного Ордена Короны Индры Паханга (23 мая 2023 г.)[53]